# Четірень
Четірень (рум. Cetireni) — село в Унгенському районі Молдови. Утворює окрему комуну.

## Населення
За даними перепису населення 2004 року у селі проживала 2081 особа.
Національний склад населення села:
| Національність       | Кількість осіб | Відсоток   |
| -------------------- | -------------- | ---------- |
| молдавани румуни     | 1982 68        | 95,2% 3,3% |
| українці             | 13             | 0,6%       |
| росіяни              | 8              | 0,4%       |
| цигани               | 2              | 0,1%       |
| гагаузи              | 1              | < 0,1%     |
| інша / без відповіді | 7              | 0,3%       |
| Всього               | 2081           | 100%       |